# Juan Manuel Lemus
Juan Manuel Lemus (Ciudad de México; 24 de junio de 1934-27 de junio de 2021) fue un futbolista mexicano que jugaba como defensa.

## Palmarés

### Títulos nacionales
| Título               | Equipo  | País   | Año     |
| -------------------- | ------- | ------ | ------- |
| Copa México          | América | México | 1953-54 |
| Copa México          | América | México | 1954-55 |
| Campeón de Campeones | América | México | 1954-55 |
| Copa México          | América | México | 1963-64 |